# Stefán Máni
Stefán Máni Sigþórsson (* 3. Juni 1970 in Reykjavík) ist ein isländischer Schriftsteller. Mehrere seiner 13 Bücher wurden für den Skandinavischen Krimipreis nominiert. In den Jahren 2007 und 2013 gewann er den isländischen Krimipreis Blóðdropinn für Skipið (Das Schiff) und Húsið (Das Haus). Skipið erschien in deutscher, dänischer, italienischer und französischer Übersetzung. Svartur á leik wurde 2012 von Óskar Þór Axelsson verfilmt, der deutsche Filmtitel lautet Black’s Game – Kaltes Land.

## Leben
Stefán Máni wurde am 3. Juni 1970 in Reykjavík geboren, wuchs jedoch in Ólafsvík auf und lebte dort bis 1996. Anstatt eine weiterführende Schule zu besuchen, war er als junger Mann in vielen Branchen als ungelernter Arbeiter tätig: u. a. als Fischer, Bauarbeiter, Gärtner und als Pflegehelfer in der Psychiatrie. Seit seinem Umzug nach Reykjavík 1996 lebt er dort als Schriftsteller.

## Werke (Auswahl)
- Dyrnar á Svörtufjöllum (1996)
- Myrkravél (1999)
- Hótel Kalifornía (2001)
- Ísrael: saga af manni (2002)
- Svartur á leik (2004)
- Túristi (2005)
- Skipið (2006)
  - Das Schiff, Ullstein Verlag, Berlin 2009, ISBN 978-3-550-08740-0.
- Ódáðahraun (2008)
- Hyldýpi (2009)
  - Abgrund. Polar, Stuttgart 2023, ISBN 978-3-948392-83-3.
- Feigð (2011)
- Húsið (2012)
- Úlfshjarta (2013)
- Grimmd (2013)
- Litlu dauðarnir (2014)
- Nóttin Langa (2015)
- Nautið (2015)
  - Der Stier und das Mädchen. Edition M, Luxembourg 2017, ISBN 978-1-5420-4969-6.
- Svarti Galdur (2016)
  - In schwarzen Spiegeln. Edition M, Luxembourg 2019, ISBN 978-3-550-08740-0.